# Clint Barton (Marvel Cinematic Universe)
Clinton "Clint" Barton je fiktivní postava, kterou ztvárnil Jeremy Renner ve filmech Marvel Cinematic Universe. Postava vychází ze stejnojmenné postavy z komiksů Marvel Comics. Barton je zároveň známý jako Hawkeye a později i Ronin. Ve filmech je Barton zkušeným střelcem a bojovníkem, přičemž jeho preferovanou zbraní je luk. Zpočátku byl agentem S.H.I.E.L.D.u, ale později byl rekrutován Rogersem a stává se z něj Avenger.
Postava je jednou z hlavních postav MCU, objevila se v pěti filmech, animovaném seriálu Co kdyby…? a také v televizním seriálu Disney+ Hawkeye.

## Fiktivní biografie

### Agent S.H.I.E.L.D.u
Barton, pracující jako agent S.H.I.E.L.D.u, je poslán zabít Romanovovou, ruskou špionku, ale místo toho ji rekrutuje, aby se připojila k S.H.I.E.L.D.u. Později se stali blízkými přáteli a společně sloužili na různých misích. Později pomáhá Fury Bartonovi při zřízení domova pro jeho rodinu na farmě v Missouri.
V roce 2010 je Barton vyslán na misi v Novém Mexiku, kde má zabránit Thorovi v získání Mjolniru, ale poté, co uviděli, jak Thor nedokáže zvednout kladivo, rozhodl se nezasáhnout.

### Bitva o New York
V roce 2012 pracuje Barton ve výzkumném zařízení S.H.I.E.L.D.u s Nickem Furym, když dorazí Loki a pomocí svého žezla dostane Bartona pod kontrolu a ukradne zdroj energie známý jako Teserakt. Cestují do Stuttgartu, kde Barton ukradne iridium, potřebné ke stabilizaci síly Teseraktu, zatímco Loki způsobí rozptýlení. Loki se nechá zajmout a odvézt na základnu S.H.I.E.L.D.u Helikariér, na kterou později Barton zaútočí. Na palubě Helikariéru bojuje Barton s Romanovovou, která ho uvrhne do bezvědomí, což způsobí, že Loki nad ním ztratí kontrolu. Romanovová mu pomáhá se zotavit. Poté, co ho Steve Rogers rekrutuje, stane se Barton členem Avengers společně s Rogersem, Romanovovou, Starkem, Bannerem a Thorem. Podílí se na bitvě o New York proti mimozemské armádě Chitauri a je svědkem Lokiho porážky. Poté spolu s Romanovovou odjedou.

### Ultron a Sokovijská dohoda
V roce 2015 zaútočili Barton a Avengers na základnu Hydry v Sokovii ve snaze získat Lokiho žezlo. Barton je vážně zraněn Maximovem, ale je uzdraven s pomocí doktorky Helen Cho. Barton je svědkem prvního útoku Ultrona a jeho útěku. V Johannesburgu Avengers sledují Ultrona a snaží se ho zastavit, ale všem, kromě Bartona, Maximovová změní mysl. Barton vezme poražené Avengers do svého domova, kde se ukáže, že má těhotnou manželku Lauru a děti Coopera a Lilu. Tam později dorazí Fury a motivuje tým, aby zastavil Ultrona.
Barton, Romanovová a Rogers cestují do Soulu, aby zabránili Ultronovi nahrát jeho mysl do vibraniového těla, poháněného kamenem času. Uspějí a Barton transportuje tělo zpět do základny Avengers. Zároveň vysleduje signál Romanovové v Sokovii. Poté, co Stark, Banner a Thor probudí vnímající tělo zvané Vision, Avengers se vrátí do Sokovie, aby zastavili Ultrona. Tam se Barton znovu sejde s Romanovovou, účastní se bitvy proti Ultronovi, přesvědčí Wandu, aby se stala Avengerem, a je zachráněn Pietrem, který obětuje svůj život, aby chránil Bartona a dítě před střelbou. Po bitvě jde Barton do důchodu a vrací se domů, kde on a Laura pojmenovali svého novorozeného syna Nathaniel Pietro Barton, na počest Romanovové a Pietra.
V roce 2016 se Barton vrací z důchodu, aby pomohl Rogersovi v opozici vůči kontrole OSN nad Avengers prostřednictvím Sokovijské dohody. Přijde do základny Avengers, kde se snaží rekrutovat Maximovovou. Barton a Maximovová najmou Langa a cestují na letiště v Lipsku, aby se připojili k Rogersovi, Wilsonovi a Barnesovi. Zde je však zachytí Starkův tým. Po útěku Rogerse a Barnese je Barton mezi těmi, kteří byli zajati a uvězněni ve vězení, Raftu. Když Stark vězení navštíví, Barton mu otevřeně nadává. Později ho Rogers vysvobodí, a on s Langem vyjednávají s vládou USA, aby místo vězení dostali domácí vězení.
V roce 2018 si Barton, stále v domácím vězení, užívá piknik se svou rodinou, ale vtom zmizí celá jeho rodina. Ve svém zármutku po "Probliku" se Barton brzy stane ostražitým a začne pronásledovat a eliminovat organizovaný zločin po celém světě.

### Avengers: Endgame
V roce 2023 Rhodes řekne Romanovové, že Barton zmasakroval skupinu mexických členů drogového kartelu. Rhodes vyjádří znepokojení nad Bartonovými násilnými sklony. V Tokiu zabije Barton velitele drogového kartelu Yakuza, než k němu přijde Romanovová, která ho informuje, že Avengers objevili jak cestovat časem a vrátit všechny zpět. Barton přijde k Avengers a potká Rocketa a Nebulu. Dobrovolně jako první otestuje stroj času a je přenesen přes kvantovou říši do svého domu na alternativní časové ose, kde krátce zaslechne Lilin hlas, než bude přiveden zpět do roku 2023. Poté, co Avengers vymyslí plán, Barton a Romanovová cestují přes kvantovou říši na alternativní časovou osu do roku 2014.
Zde cestují do vesmíru k alternativní verzi planety Vormir, aby získali Kámen duše, ale její držitel, Red Skull, ukazuje, že ji může získat pouze osoba obětující někoho, koho milují. Romanovová a Barton se každý dobrovolně nabídnou, aby byli obětí pro tento účel, což vedlo ke konfrontaci mezi nimi. Romanovová se však nakonec obětuje a dovolí Bartonovi získat kámen duše. Po návratu do roku 2023 Barton a původní Avengers truchlí nad Romanovovou. Poté, co Banner použije Starkovu rukavici ke zvrácení "Probliku", Barton obdrží telefonát od zachráněné Laury. Než může odpovědět, alternativní verze Thanose zaútočí na základnu Avengers. Hluboko pod zemí v sutinách najde Barton rukavici a uteče před armádou Outriders, poslanou aby ho zajala. Poté se účastní závěrečné bitvy proti Thanosovi a jeho armádě, dokud Stark neobětuje svůj život, aby je porazil. Po vítězství Barton letí do svého domu a znovu se sejde se zachráněnou Laurou, Lilou, Cooperem a Nathanielem. Později se Barton a jeho rodina zúčastní Starkova pohřbu.

### Kate Bishopová a oblek Ronina
O rok později Barton, nyní s naslouchátkem, tráví vánoční čas se svými dětmi v New Yorku. V ten den se z místních zpráv dozví, že někdo získal Roninův oblek a bojuje s ním proti Tracksuit mafii a rozhodne se zjistit, kdo oblek ukradl. Během bitvy zachrání falešného Ronina, odhalí ho a zjistí, že se jedná o mladou ženu Kate Bishop, zručnou lukostřelkyni, která se stala lukostřelkyyní poté, co viděla Hawkeye v bitvě o New York.
Bishopová vezme Bartona do jejího bytu, ale byli napadeni mafií a při útěku museli nechat Roninův oblek za sebou. Po přestěhování do bytu Bishopové tety pošle Barton, kvůli bezpečnosti své děti druhý den ráno domů a slíbí, že se vrátí do Štědrého dne. Poté doprovodí Bishopovou do její práce a získá Roninův oblek z LARP akce v Central Parku. Později se Barton nechá úmyslně zajmout mafií, aby se dozvěděl více o jejich plánech. Bishopová, který si toho není vědoma, vystopuje Bartonovu polohu, aby ho zachránila, ale je přitom zajata. Maya Lopezová vyslýchá Bartona, aby se dozvěděla o Roninově pravé identitě, ale Barton jí řekne, že Ronina zabila Romanovová. Poté, co se mu podařilo osvobodit sebe i Bishopovou, bojují s Lopezovou a její mafií na Manhattanském mostě, kde Barton použije šíp s Pymovými částicemi, aby je zastavil.

#### Boj s Tracksuit mafií
Bishopová a Barton, odejdou po boji do domu matky Bishopové, aby pomocí jejích bezpečnostních seznamů zjistili více o Tracksuit mafii. Bishopové se ale nepodaří dostat do účtu a oba jsou následně konfrontováni Jackem Duquesnem, snoubencem Bishopové matky, který má Roninův meč. Poté co Jack i Eleanor, matka Bispohové, zjistí, že se jedná o Bartona, situace se uklidní a Eleanor ho požádá, aby zabránil Bishopové ve vyšetřování, kvůli její bezpečnosti.
Další den Barton najde Lopezové bratra Kazi Kazimierczaka a požaduje, aby přesvědčil Lopezovou, aby ukončila svou pomstu proti Roninovi. Barton s pomocí jeho ženy Lauri zjistí, že hodinky ukradené ze základny Avengers vysílají sledovací signály z neznámého bytu. Barton a Bishopová je jdou získat a najdou je v Lopezové bytě, kde také najdou poznámky o Bartonovi a jeho rodině. Zatímco Bishop bojuje s Lopezovou, Barton je mezitím přepaden maskovaným jedincem, který se poté odhalí jako Jelena Bělovová, sestra Romanovové, která se na něj zaměřila poté, co se dozvěděla, že Barton byl u Romanovové smrti. Barton se po boji rozhodne, že nemůže nadále vystavovat Bishopovou nebezpečí a přeruší jejich partnerství.

#### Konfrontace s Bělovovou a Lopezovou
Barton se poté ukrývá v bytě svého přítele, hasiče z FDNY Grillse. Později, Barton domluví schůzku s Lopezovou, oblékne si oblek Ronina, zneschopní všechny její muže, porazí Lopezovou a ušetří její život a pouze ji varuje. Lopezové se ale podaří utéct a Bartona zachrání Bishopová, která mu řekne, že u ní byla Bělovová a chce ho zabít. Později Bělovová pošle Bishopové zprávu, ve které ji informuje, že její matka spolupracuje s šéfem Lopezové, kterého Barton identifikuje jako šéfa organizovaného zločinu Wilsona Fiska.
Barton zhlédne video, které Bělovová poslala, a dozví se, že Eleanor zabila Armanda, jejího bývalého společníka. Na Štědrý den se Barton a Bishopová účastní Eleanorina svátečního večírku. Kazi se na Fiskův příkaz pokusí zavraždit Eleanor, ale později se zaměří na Bartona. Barton požádá o pomoc Grillse a LARPery, aby evakuovali hosty večírku a připojí se k Bishopové a spolu porazí Tracksuit mafii. Bishopová poté odejde hledat Eleanor, zatímco Barton je konfrontován Bělovovou, která požaduje pravdu o smrti Romanovové. Barton jí o tom řekne, Bělovové začne bojovat, ale Barton ji nakonec přesvědčí, aby odstoupila a ušetřila jeho život. Následně je Eleanor zatčena policií za Armandovu vraždu, zatímco Fiskovi se podaří uprchnout, ale později je zastřelen Lopezovou. Na Štědrý den Barton odjíždí z New Yorku domů s Bishopovou, kde ji představí své rodině. Barton vrátí Lauře její ukradené hodinky z S.H.I.E.L.D.u a později s Bishopovou spálí Roninův oblek.

## Alternativní verze

### Co kdyby…?

#### Kapitánka Carterová
V alternativní časové ose, Barton, spolu s Nickem Furym, narazí při pokusech s Teseraktem na kapitánku Carterovou, která vyběhne z portálu

#### Smrt Avengers
V další alternativní časové ose je Barton obviněn za zabití Thora v Novém Mexiku. Později, když vezmou Bartona do vazby, zabije ho v cele Hank Pym, který zároveň mohl za Thorovu smrt.

#### Zombie
V alternativním roce 2018 jde Barton s Avengers do San Franciska, aby se vypořádal s kvantovým virem, který zombifikuje lidi, ale nakazí se. On a Wilson přepadnou přeživší na Grand Central Terminal a nakazí Happyho Hogana.

#### Ultronova výhra
V alternativním roce 2015 Ultron porazí Avengers a vymýtí veškerý život v celém vesmíru poté, co od Thanose získá Kameny nekonečna. Barton, který má nyní robotickou pravou ruku, a Romanovová zůstávají jedinými přeživšími na Zemi. Cestují do Moskvy, aby našli analogový kód, který by mohl být schopen vypnout Ultrona. Cestou na opuštěnou základnu Hydry na Sibiři najdou poslední kopii mysli Arnima Zoly, kterou chtějí nahrát do mysli Ultrona. Přitom se Barton obětuje, aby chránil Romanovovu a Zolu. Jeho úsilí však bylo marné, protože Ultron objevil existenci Watchera a vstoupil do multivesmíru.

## Výskyt

### Filmy
- Thor
- Avengers
- Avengers: Age of Ultron
- Captain America: Občanská válka
- Avengers: Endgame

### Seriál
- Co kdyby…? [14]
- Hawkeye